# Off-off-Broadway

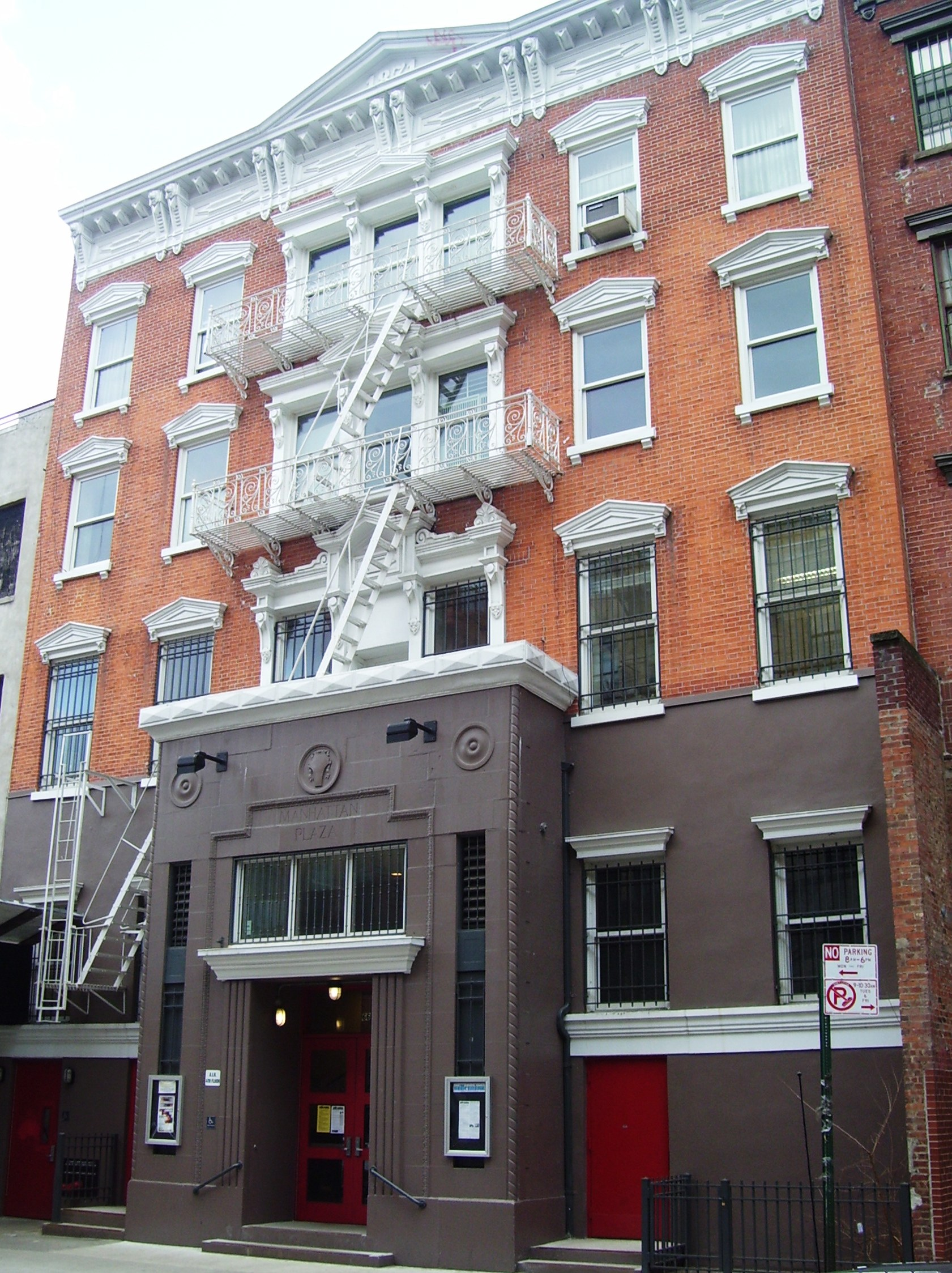
La MaMa Annex 66 East 4th Street.

Off-Off-Broadway refere-se a produções teatrais, incluindo peças, musicais ou performances apresentadas em teatros de Nova York, Estados Unidos, menores do que aqueles onde são realizadas as produções off-Broadway.
Teatros Off-Off-Broadway são geralmente definidos como salas com menos de 100 assentos. As produções vão desde aquelas totalmente profissionais e bem-sucedidas, como o Ontological-Hysteric Theater de Richard Foreman no East Village, ou The Flea Theater em Tribeca, às performances amadoras que ocorrem por toda a City.

## Locais e companhias teatrais notáveisOff-Off-Broadway
- «Banana Bag and Bodice»
- «Boomerang Theatre Company»
- «The Brick»
- «Center Stage, NY»
- «Collapsable Giraffe»
- «The Civilians»
- «The Committee Theatre Company»
- «Emerging Artists Theatre (EAT)»
- «Ensemble Studio Theater (EST)»
- «The Flea Theater»
- «Flux Theatre Ensemble»
- «The Group Theatre Too, LLC»
- «HERE Arts Center»
- «Impetuous Theater Group»
- «International WOW»
- «Inverse Theatre Company»
- «La Mama ETC»
- «Les Freres Corbusier»
- «Ontological-Hysteric Theater»
- «Manhattan Theatre Source»
- «Nicu's Spoon»
- «Nosedive Productions»
- «Partial Comfort Productions»
- «Performance Space 122»
- «Radiohole»
- «Stone Soup Theatre Arts»
- «13th Street Theatre»
- «TOSOS II»
- «Vampire Cowboys Theatre Company»
- «Working Man's Clothes»